# Municipio de Santiago Apoala
El municipio de Santiago Apoala es un municipio situado en el estado de Oaxaca, México. Según el censo de 2020, tiene una población de 1019 habitantes. Su cabecera es la localidad de Santiago Apoala.
El nombre significa donde reparten el agua en náhuatl. Debe su nombre a la abundancia del vital líquido que hay en su territorio.
La localidad ofrece al visitante peñas, cañones, cascadas y valles, así como cuevas con amplias galerías y miradores naturales. También se encuentran en la zona los llamados bosques fantasma de encino y heno, además de flora y fauna diversa, y un singular conjunto de terrazas prehispánicas en las laderas de uno de los cerros del poblado. 
Entre los parajes destacados del municipio están la Gruta de la Serpiente, las Cascadas de Santiago Apoala, el Mirador y las pinturas rupestres de Apoala.
Como complemento a sus bellezas naturales, las manifestaciones de la cultura del municipio hallan uno de sus mejores ejemplos en el templo de Santiago Apoala, probablemente erigido en el siglo XVI. De pequeñas dimensiones, su fachada principal está compuesta por una portada y una torre con un campanario de un solo cuerpo. En las esquinas del atrio existen capillas posas, comunes en la época de su construcción.
Por su parte, la Biblioteca Pública Municipal alberga un facsímil del Códice Nuttall, que explica el origen e historia de la raza mixteca y de sus pueblos. Además de contener una descripción de la región y sus características, el documento narra las hazañas heroicas de un gran gobernante llamado Ocho Venado Garra de Jaguar.

## Datos prácticos

### Cómo llegar
Santiago Apoala se localiza a 125 kilómetros al poniente de la ciudad de Oaxaca.
- Automóvil. Se llega partiendo al poniente desde la ciudad de Oaxaca por la Supercarretera Cuacnopalan-Oaxaca (70 km.) o por la Carretera Federal 190 (98 km.) hasta la población de Nochixtlán. Desde allí se continúa a lo largo de un camino de terracería de 40 km., tomando las desviaciones a Santa Catarina Ocotlán y San Antonio Nduayaco. Tras pasar por San Miguel Chicahua, finalmente se llega a Santiago Apoala.
- Autobús. Si se viaja en transporte público es necesario llegar primero a Nochixtlán. Para ello se puede abordar una de las camionetas van de la línea Transportes Turísticos de Nochixtlán (salidas diarias cada 30 minutos desde las 8:00 a las 20:00 horas), o un autobús de la línea "Sur" (salidas diarias a las 10:00, 12:00, 14:00, 16:00, 18:00 y 20:30 horas), en un trayecto de aproximadamente 1 hora. Ya en Nochixtlán, las opciones son abordar el autobús comunitario a Apoala o contratar los servicios de un taxi en viaje especial.

### Hospedaje
La localidad cuenta con 12 cabañas de adobe con capacidad para 44 personas, baño y chimenea y parador turístico con 3 habitaciones con capacidad para 6 personas. Cada habitación cuenta con baño.[cita requerida]